# Muhammad III (Omeyyade)
Pour les articles homonymes, voir Mohammed et Al-Mustakfi.
Al-Mustakfî Muhammad ben `Abd ar-Rahmân ou Muhammad III (arabe : “المستكفي” محمد بن عبد الرحمن), est le cousin d'`Abd ar-Rahmān V. Il est né en 976. Il succède à son cousin comme calife omeyyade de Cordoue en 1024. Il meurt en novembre 1025.

## Biographie
Le 18 janvier 1024, `Abd ar-Rahmān V est assassiné. Muhammad III son cousin qui a mené une insurrection de la population de Cordoue contre `Abd ar-Rahmān lui succède. Il choisit un tisserand comme hâdjib et lui donne le pouvoir de réduire les privilèges de l'aristocratie. Le 26 mai 1025 Muhammad III est expulsé de Cordoue. Il meurt peu après probablement empoisonné[réf. souhaitée]. 
Pendant les six mois qui suivent, Cordoue est gouvernée par une assemblée composée de membres de l'aristocratie. Cette assemblée fait alors appel à l'hammudite Yahyâ al-Mu`talî qui reste à Malaga et laisse Cordoue occupée par les troupes berbères. 

## Wallada bint al-Mustakfi
Une des filles de Muhammad, Wallada (espagnol : Dalía) (arabe : wallada bint al-mustakfi ولاّدة بنت المستكف) est connue comme poétesse. Elle abandonna le voile et a tenu un salon littéraire où elle entretenait des écrivains et des artistes. Elle avait la réputation d'avoir de l'esprit et de l'éloquence. Réputée pour sa beauté et son indépendance elle a inspiré d'autres poètes. Elle a écrit elle-même des poèmes. Refusant le mariage elle avait des amants, hommes et femmes en particulier le poète Ibn Zeydoun (1003-1071) (arabe : إبن زيدون. Il ne reste que quelques lignes de ses écrits.

### Documentation externe
- (ar) الأمويون/أمويو الأندلس/بنو أمية في الأندلس- ثم بني ح
- (es) Hispanomusulmanes (711-1492)
- (en) Ibn Zaydun & the Princess Wallada